# 聖望学園中学校・高等学校
聖望学園中学校・高等学校（せいぼうがくえんちゅうがっこう・こうとうがっこう）は、埼玉県飯能市中山にある共学の私立中高一貫校。設置者は学校法人聖望学園。日本ルーテル教団が設立母体のプロテスタント系キリスト教主義学校（ミッションスクール）。

## 概要
聖望学園が発足した1951年を創立年としている。
聖望を英語で表すとHoly Hope（直訳=聖なる望み）となるため、SEIBO以外の英語名として使われることがある。
2022年度より、1年次は特進コース(特進選抜・特進一般)・進学コース(進学選抜・進学一般)の2コース制、2年次以降から特進選抜Sコース・特進Eコース・進学Iコースの3コース制を導入。1年次は全コース同じカリキュラムで、2年次から全コース文系・理系に分かれる。
全コース1年次から内部進学生と混合クラスになる。年間成績が優秀で、本人が希望すればコース変更は可能となっている。
同じ日本ルーテル教団が設立母体の学校として、青山学院大学系属浦和ルーテル学院小学校・中学校・高等学校がある。

## 沿革
寿多館蚕業学校として1918年創立。飯能実業学校、飯能暁中学校・高等学校と名称変更を経て、1951年から聖望学園中学校・高等学校となる。
- 1918年4月 - 須田甚作が埼玉県入間郡飯能町（当時）に寿多館蚕業学校を創立。

八高線がシルクロード（絹の道）とも呼ばれるほど、かつては蚕農家や蚕の餌である桑農家が多く、その後継者を育てる学校として発足したのが原点である。
- 1924年2月 - 財団法人飯能実業学校開設
- 1925年4月 - 埼玉県飯能実業学校と改称
- 1949年4月 - 飯能暁高等学校と学校名を変更、飯能暁中学校併設
- 1951年
  - 3月 - 財団法人飯能実業学校から、学校法人聖望学園に組織変更
  - 10月1日 - 米国のミゾリー派ルーテル教会経営によるキリスト教主義学校として、現在の聖望学園中学校・高等学校が発足。ポールクライリング初代校長就任。
- 1961年3月 - 本館B棟が完成
- 1964年3月 - 本館A棟が完成
- 1966年
  - 7月 - 双柳総合グラウンド完成
  - 10月 - 15周年を記念して制服を背広型に変更
- 1972年3月 - 礼拝堂が完成
- 1974年6月 - 本館C棟（防音）が完成
- 1982年1月 - 下川崎総合グラウンド完成
- 1983年4月 - 体育館、特別教室棟、南館校舎が完成
- 1985年3月 - 中学校通用門と高等学校通用門が完成
- 1986年6月 - 飯能実業学校・聖望学園両同窓会が合併
- 1988年9月 - 西館校舎が完成
- 1991年12月 - 長野県に校外校地を購入
- 1996年9月 - 北館校舎が完成
- 1999年12月 - 研修所が完成
- 2000年3月 - 東館校舎が完成
- 2001年10月 - 聖望学園50周年
- 2004年4月 - 二学期制、コース制、ステージ制を導入
- 2008年4月 - この年の新入生から新制服に変更
- 2015年10月 - 下川崎総合グラウンドの人工芝サッカー場及びフットサルコートが完成
- 2018年12月 - 創立100周年記念式典
- 2023年4月 - 通信制課程を設置

## 教育方針
神を敬い人を愛し、正義を重んじ、信仰にたつ人間の形成を目的とする。

### キリスト教主義教育
- 週1回の礼拝、週1回の聖書の授業（クラス別）が必修。
- イースター、宗教改革記念礼拝、クリスマス等キリスト教の行事が行われる。

## 施設
中学校校舎・高等学校校舎など各建造物を総称して「中山キャンパス」と呼ばれることがある。中山キャンパスの他に主に部活動で利用されるグラウンドが離れた場所に2か所ある。ミッションスクールのため鐘塔や礼拝堂があるのが特徴。
校舎（中学校）
- 南館（1983年4月完成）

敷地の西側、中学生が使用する西門の正面にある。中学棟と呼ばれている。2階建てで八角形をしている珍しい構造。真ん中にホールがあり、2階のホールの上には大きなドーム型の天窓がついている。そのホールを囲むように、周りには八角形の教室が6つと、四角い小部屋が3つ並んでいる。
1階には、クラスの教室4つ、学習センター、職員室、会議室があり、3つある小部屋は面談室、給湯室、女子更衣室として使用している。1階ホールは教室に比べて床が一段下がっていて舞台があり、全体集会などに使用される。2階には、クラスの教室4つ、英語教室、理科室、視聴覚室があり、3つある小部屋は生徒会室、女子更衣室、理科準備室となっている。2階ホールは床の高さは教室と同じで、舞台はない。
- 東館（2000年3月完成）

2階建てで、特別教室棟と繋がっており南館の東側に隣接している。1階と2階にそれぞれ2つの教室があり、教室の形は一般的な四角形。各教室にテレビが設置されている。東西に細長い形をしており、西側に階段と出入口、北側にトイレ、真ん中に廊下、南側に教室が配置されている。東側は、隣接する特別教室棟の1、2階につながっている。
校舎（高等学校）
- 本館A棟（1964年3月完成）
- 本館B棟（1961年3月完成）
- 本館C棟（1974年6月完成）
- 西館（1988年9月完成）

これらは一般的な校舎となっている。本館の各教室にはテレビが設置されている。
- 北館（1996年9月完成）

高校生の部室として使用されている。
中学校、高等学校共用の施設
- 体育館（1983年4月完成）

体育館は敷地の最も東端に位置し、2階建て構造になっている。1階の第一体育館には体操用のマットが敷いてあり、器具も公式試合対応である。1階には格技場が隣接しており、柔道と剣道の試合を同時に行うことができる。2階の第二体育館はバスケットボールコート二面分の広さがあり、ステージもある。入学・卒業式、始業・終業式などはここで行われる。
- 礼拝堂（1972年3月完成）

週1回の礼拝が行われる。ステンドグラスが特徴である。
- 特別教室棟（1983年4月完成）

特別教室など
- 美術室

特別教室棟2階西側に位置する。美術の授業に使用。美術室の東側に、美術科研究室が隣接している。美術室のベランダからは、日本三大夕景を望むことができる。
- 書道室

特別教室棟1階西側に位置する。書写の授業に使用。畳が敷いてあり、本格的な書道ができる。教卓の真上にはビデオカメラが設置されており、モニターに教卓上の映像を流すこともできる。
- 音楽室

特別教室棟2階東側に位置する。建物から少し張り出した形になっており、下の教室と比べると広い。放課後は、部員約100名の音楽部が練習のために使用する。
- 保健室

特別教室棟1階東側に位置する。
- PCルーム

高校棟4階東端に位置する。パソコンが40台ある。
- 視聴覚室

高校棟4階東端に位置する。プロジェクターが備わっており、本格的なプレゼンテーションができる。
- 図書館

高校棟3階東端に位置する。取り揃えているジャンルは、飯能市など地元の歴史からライトノベルまで幅広い。漫画やDVDビデオも貸し出している。生徒用のインターネットが使えるパソコンが4台ある。
- 自習室

高校棟4階西端に位置する。放課後は自習室として高校3年生を中心に利用されているほか、授業にも利用される。赤本など学習関連書籍が揃っている。プロジェクターが設置されブルーレイなどのAV機器が使用できる。
- 放送室

高校棟4階図書館の隣に位置する。校内放送機器があり、放送部の部室として利用されている。
- カフェテリア（購買）

北館2階に位置する。飲み物や軽食の自動販売機がある。平日は、地元給食センターによる食事やスナック菓子などの販売が行われる。
その他の施設
- 鐘塔

体育館に連結して建っている。上部にはカリヨンが設置されていて、チャイムとして使用される。聖望学園の中で一際目立つシンボルのような存在。
- 校庭

校庭は授業や中学の陸上部などで利用される。校庭が狭いこともあり、外部に以下の2つのグラウンドを保有している。
- 双柳総合グラウンド（1966年3月完成）

飯能市双柳にある、当校専用の総合グラウンド。テニスコートが4面（硬式用が2面、軟式用が2面）と300メートルのトラックがある。同グラウンドは中学の男子硬式テニス部、女子軟式テニス部と高校のアメフト部、陸上部が利用している。また、体育祭も中高合同で同グラウンドで行われる。学校から自転車で約15分の距離にある。
最寄駅は元加治駅および東飯能駅だが、徒歩約30分ほどかかる。路線バスは、飯能駅北口か東飯能駅西口から国際興業バスに乗車し「グランド前」下車。
- 下川崎総合グラウンド（1982年1月完成）

飯能市下川崎にある、当校専用の総合グラウンド。テニスコート4面と公式試合対応のロングパイル人工芝のサッカー専用グランド及びフットサルコート（2015年10月完成）、野球グラウンドがある。また、野球部専用の室内練習場も備わっている。同グラウンドは高校の野球部や硬式テニス・ソフトテニス部、サッカー部が利用している。ただし学校から遠く、自転車でも約30分かかる。そのため、部活によっては学校のバスを利用して移動している。
最寄駅は武蔵高萩駅だが、徒歩約40分ほどかかる。路線バスは、狭山市駅西口か飯能駅北口から西武バス（下川崎経由）に乗車し、「下川崎」で下車し徒歩約13分。平日は未運行、土日・祝日15時〜16時台に1本のみ運行。車の場合は、狭山日高インターチェンジから約10分。
- 研修所（1999年12月完成）

校舎の向かい側にあり、勉強合宿などに使われる。シャワーなどの宿泊設備がある。
- 人工芝南グラウンド

中学サッカー部専用の人工芝フットサルコートが2面（2021年完成）。学校行事にも使われる。
- 多目的ホール

1階にダンスホールと小教室、2階に卓球場がある。

## 年間行事
聖望学園中学校・高等学校は二学期制を導入しており、4月から9月までが前期、秋休みを挟んで10月から3月までを後期としている。

### 中学校
- オリエンテーション合宿

毎年ゴールデンウィーク前に2泊3日で実施される。この合宿は下記のテーマにもあるように奉仕活動を学ぶ。1年生は手話ソングや奉仕についての話を聞き、2〜3年生は各所の老人ホームを訪問し掃除などの奉仕を行う。1年生はこの合宿で学校に慣れ、新しい友達と仲良くなることも目的の一つ。宿泊は南館の教室で、床に敷いた寝袋で寝泊まりする。
- 修学旅行

2年生が毎年3月頃、4泊5日で長崎に行っている。主に教会めぐりや原爆関連施設訪問などで、一日間は自由行動となっている。
- 文化祭（中山祭）

文化祭は高校と合同で行われる。中学校としての出し物は合唱や美術作品。中学校の校舎で喫茶店が開かれる。毎年9月頃開催される。
- 体育祭

体育祭は高校と合同で双柳総合グラウンドで行われている。毎年6月に開催される。
- クロスカントリー大会

毎年10月頃に宮沢湖にて行われる。湖を一周する2.4kmのコースを走る。駅伝も行われる。
- エコツアー

毎年11月頃に行われる。植林などをする。
- ツリー点火式

毎年12月最初の登校日に行われている。中学校の校舎の横にあるもみの木がライトアップされ、皆でろうそくを持ち賛美歌を歌う。また、近隣の教会等から牧師などが招待され、話をする。
- クリスマス特別礼拝

毎年12月の中頃に行われる。
- 合唱コンクール

毎年2月に飯能市民会館大ホールで実施される。審査員にはプロの音楽家などが多数参加している。年度最後の行事である。

### 高等学校
- オリエンテーション合宿（特進コースのみ）

市内の山奥に行き同学園が行っている森林教育について学び、間伐などを体験する。1980年代は国立赤城青少年交流の家で新入生全員がオリエンテーション合宿へ参加した。教師と新入生の交流、新入生の友達作り、等が目的であった。
- エコツアー

いわゆる遠足のことで、2泊3日で尾瀬に行っている。以前は上高地に行っていた。
- 修学旅行

毎年4泊5日で沖縄に行っている。ホテルは2、3箇所に分かれて泊まる。
- 文化祭（中山祭）

文化祭は中学校と合同。各クラスが店を開くほか、演劇部や音楽部などの演奏や放送部による校内放送などが行われる。
- 体育祭

体育祭は中学校と合同で双柳総合グラウンドで行われる。毎年6月に開催される。
- クリスマス特別礼拝

中学校と同じ。
なお、各行事の開会式などでは必ず礼拝が行われる。体育館での礼拝（入学式や卒業式等）では、音楽部が奏楽を担当する。

## 部活動
高等学校の運動部には強化指定部が存在する。強化指定部は原則として特進コースの生徒は入部できない。
競技系部活は中山キャンパス内か双柳・下川崎の各グラウンドが、文化系部活は中山キャンパス内が主な活動場所となっている。

### 中学校
- サッカー部

2021年から元プロサッカー選手の生方繁監督が就任し本格強化を始める。
2023年度の埼玉県新人体育大会で初優勝。2024年度の埼玉県新人体育大会でも優勝し2連覇。
- テニス部
- バスケットボール部
- 体操部
- 剣道部
- 吹奏楽部
- ハンドベルクワイア
- 聖歌隊
- 科学部
- 書道部
- 日本文化部
- 英語部
- 演劇部

毎年文化祭や近所の保育園等で劇をする。
- 将棋部

### 高等学校
- サッカー部 - 強化指定部

2006年度よりオランダユースサッカーコーチングライセンスを持つ監督が就任し、強化指定部に指定。
全国高校サッカー埼玉県大会では埼玉予選ベスト8以上に8度進出。最高成績は2019年、2023年、2024年の埼玉予選ベスト4。
2016年インターハイサッカー埼玉県代表、全国大会での成績はベスト32。
施設はサッカー部専用で、公式戦対応の応援スタンド付の人工芝サッカーコートの他、人工芝フットサルコート、ナイター設備、部室、シャワー室、スタッフルーム、医務室などが完備されている（下川崎総合グラウンド）。
- 野球部 - 強化指定部

夏の甲子園は4回（1999年〈第81回〉、2003年〈第85回〉、2009年〈第91回〉、2022年〈第104回〉）出場し、最高成績は第85回記念大会での全国ベスト8。
春の甲子園は1回（2008年〈第80回〉）出場し、第80回記念大会にて初出場で準優勝。
関東大会は春季大会に6回、秋季大会に2回出場。
戦後すぐの飯能実業・飯能暁時代に夏の埼玉大会に出場しているが、その後は高校野球連盟に未加盟となり、長年人数が9人以下のサークル状態だった。しかし、1983年度から強化を始め（創部年は1982年としている）、この年から野球部特待生が入部、高校野球連盟にも加盟し、翌年夏の埼玉大会から公式戦で活動し始めた。1986年に東北福祉大出身の岡本幹成氏が監督に就任した。平成に入り埼玉、関東で上位に進出するようになり、1999年に甲子園出場を果たした。
- 陸上部 - 強化指定部

インターハイ、国体、国際大会など優勝経験がある。元日本記録保持者も輩出している。
- 体操部 - 強化指定部

全国大会の常連。国体にも出場し優勝者も輩出。
- バレーボール部（女子のみ） - 強化指定部

2017年、2023年関東高等学校バレーボール大会出場。
2019年春の高校バレー埼玉県大会でベスト8。
- アメリカンフットボール部

関東大会出場実績がある。
- ハンドボール部
- 硬式テニス部
- ソフトテニス部
- バスケットボール部
- 卓球部
- 柔道部
- 剣道部
- 山岳部
- ダンス部
- ホッケー部
- 吹奏楽部
- ハンドベルクワイア
- 聖歌隊
- 美術部
- 書道部
- 文芸部
- 英語部
- 科学部
- 放送部

毎週月曜日のお昼の放送をはじめ、文化祭などの学校行事での放送やビデオカメラで行事の記録を行っている。また、Nコンなどのコンクールにも作品を出しており、全国大会で上位に入賞した経験も何度かある。文化部としては音楽部同様、積極的に活動している。2008年にNコンへ創作テレビドラマ部門で全国大会出場した。
- 写真部
- 家庭部
- 演劇部
- 将棋部

県大会出場歴がある部員が数多い。全国大会ベスト16の実績がある。
- ハイスクールYMCA部（Hi-Y部）
- 軽音楽同好会

## 著名な出身者

### 政治家
- 東郷哲也 - 政治家・元衆議院議員
- 内野欣 - 政治家・元鶴ヶ島市市長

### 実業家
- 大久保竹治 - 実業家
- 鳥谷剣 - パーソナルジム「BE.TRIGGER」経営者・ボディビルダー

### 芸能
- 秋沢淳子 - アナウンサー
- 川上アキラ - 音楽プロデューサー
- 杉山勝彦 - 音楽プロデューサー・元TANEBIメンバー
- コタニキンヤ. - 歌手
- 安達譲 - 放送作家
- 大田ななみ - 俳優
- 中尾暢樹 - 俳優
- 高部あい（堀越高等学校へ転校） - 元アイドル
- 寺田体育の日 - 芸人
- こじま観光 - 芸人
- ともしげ - 芸人・モグライダー
- さち - 芸人・かぎしっぽ
- 築山弘知 - 芸人・観音日和
- 吉村卓 - セクシー男優

### スポーツ
- 門倉健 - 元プロ野球選手
- 小野公誠 - 元プロ野球選手
- 鳥谷敬 - 元プロ野球選手
- 福島圭音 - プロ野球選手（育成選手）・阪神タイガース
- 塚田悠太郎 - プロサッカー選手・オーランド・シティSC
- 池畠旭佳瑠 - 陸上競技選手[6]
- 青柿響 - 陸上競技選手
- 渡邊啓太 - スピードスケート選手

## 交通
- 飯能駅より徒歩15分、または下川崎経由狭山市駅西口行き（西武バス）か、ひだか団地行き（イーグルバス）で聖望学園入口下車。
- 東飯能駅より徒歩10分
- 河辺駅・小作駅方面、鶴ヶ島駅・若葉駅・坂戸駅方面、狭山市駅方面よりスクールバス

## 当校を舞台とした作品
- 櫻の園（1990年） - 櫻華学園高等科という女子高として登場。
- 死者の学園祭（2000年）
- ヤマノススメ - アニメ版で登場人物が通う学校のモデルとなっており、本校が協力としてクレジットされているほか、コラボも行なっている。
- ラストイニング - 作中に登場する聖母学苑のモデル。
- 砂の栄冠 - 作中に登場する修望学園のモデル。